# Scaphiophryne
Scaphiophryne és un gènere de granotes endèmic de Madagascar.

## Taxonomia
- Scaphiophryne boribory
- Scaphiophryne brevis
- Scaphiophryne calcarata
- Scaphiophryne gottlebei
- Scaphiophryne madagascariensis
- Scaphiophryne marmorata
- Scaphiophryne obscura
- Scaphiophryne spinosa
- Scaphiophryne verrucosa